# 21-я флотилия подводных лодок кригсмарине
21-я флотилия подводных лодок (нем. 21. Unterseebootsflottille, сокращённо 21. U-Flottille) кригсмарине — подразделение военно-морского флота нацистской Германии.

## История
Первоначально создана в 1935 году в Нойштадте под названием нем. Schulverband der U-Bootschule — учебное подразделение школы подводного плавания. В 1937 году преобразована в учебную флотилию подводных лодок (Unterseebootschulflottille) и учебный противолодочный отряд (Unterseebootabwehrverband). В 1940 году переформирована в 21-ю флотилию подводных лодок и передислоцирована в Пиллау.
В марте 1945 года в связи с участившимися атаками советских войск на Пиллау флотилия была расформирована, а остававшиеся в строю подводные лодки были переведены в Германию.

## Состав
В состав 21-й флотилии в разные годы входили 54 подводные лодки:
| Тип  | Количество | Представители |
| ---- | ---------- | --- |
| IA   | 1          | U-25 |
| IIA  | 5          | U-2, U-3, U-4, U-5, U-6 |
| IIB  | 10         | U-7, U-9, U-10, U-11, U-20, U-21, U-23, U-24, U-120, U-121 |
| IIC  | 3          | U-60, U-61, U-62 |
| VIIA | 2          | U-29, U-34 |
| VIIB | 2          | U-48, U-101 |
| VIIC | 25         | U-72, U-80, U-236, U-251, U-291, U-368, U-416, U-430, U-555, U-704, U-708, U-712, U-720, U-733, U-746, U-922, U-977, U-1101, U-1194, U-1195, U-1196, U-1197, U-1198, U-1201, U-1204 |
| IX   | 1          | U-38 |